# Stavared
Stavared är en småort och kyrkby i Tvärreds socken i Ulricehamns kommun i Västergötland. Småorten har av SCB namnsatts till Tvärred.
Tvärreds kyrka ligger i orten.